# Pollenia nigra
Pollenia nigra este o specie de muște din genul Pollenia, familia Calliphoridae, descrisă de Hiromu Kurahashi în anul 1987. Conform Catalogue of Life specia Pollenia nigra nu are subspecii cunoscute.